# Horizonville
Pour plus de détails, voir Fiche technique et Distribution.
Horizonville est un film suisse réalisé par Alain Klarer et sorti en 1978.

## Fiche technique
- Titre : Horizonville
- Réalisation : Alain Klarer
- Scénario : Alain Klarer
- Photographie : Carlo Varini
- Son : Luc Yersin
- Montage : Laurent Uhler
- Musique : Jean-Marie Sénia
- Pays de production :  Suisse
- Durée : 45 minutes
- Date de sortie : Suisse - 6 août 1978[1]

## Distribution
- Myriam Mézières : Billy
- Hanns Zischler : Johannes

## Sélection
- Festival international du film de Locarno 1978[2]